# Adinandra plagiobasis
Adinandra plagiobasis là một loài thực vật có hoa trong họ Pentaphylacaceae. Loài này được Airy Shaw mô tả khoa học đầu tiên năm 1939.